# Shūji Sano
Shūji Sano (佐野周二 ?, Sano Shūji; Tokyo, 21 novembre 1912 – Tokyo, 21 dicembre 1978) è stato un attore giapponese.
Tra i più celebri attori giapponesi del periodo Shōwa, la sua lunga carriera si protrasse per quasi mezzo secolo, dagli anni trenta sino alla morte.

## Biografia
Nativo di Tokyo, studiò presso l'Università Rikkyo della città, laureandosi in economia nel 1935. Dopo gli studi cercò fortuna nel mondo del cinema e si unì all'agenzia Shochiku.

## Filmografia parziale
- La ragazza che cosa ha dimenticato? (Shukujo wa nani o wasureta ka - 淑女は何を忘れたか), regia di Yasujirō Ozu (1937)
- C'era un padre (Chichi ariki - 父ありき), regia di Yasujirō Ozu (1942)
- Una gallina nel vento (Kaze no naka no mendori - 風の中の牝鶏), regia di Yasujirō Ozu (1948)
- Il tempo del raccolto del grano (Bakushū - 麦秋), regia di Yasujirō Ozu (1951)
- Shūu (驟雨), regia di Mikio Naruse (1956)
- Haha no tabiji (母の旅路), regia di Hiroshi Shimizu (1958)
- Ari no machi no Maria (蟻の街のマリア), regia di Heinosuke Gosho (1958)
- Kyō mo mata kakute ari nan (今日もまたかくてありなん), regia di Keisuke Kinoshita (1959)